# 명명법
명명법(命名法, 영어: nomenclature)은 특별한 대상에 이름을 붙이고 부르는 방식이다. 일반적으로 규칙과 약속에 따라 정해지며, 그때의 규약을 명명규약(命名規約)이라고 부른다.

## 명명법
생물, 광물, 화합물, 원소, 천체, 군사시설 및 무기 등에 이름을 붙이고 부르는 방식이다. 국내에서 쓰이는 대상은 그 국가에서 자체적으로 정하지만, 국제적으로 통용되어야 하는 이름의 경우에는 국제적 규약에 따라 정해진다. 예컨대, 생물학에서 ‘개’는 일반적으로 한국에서는 ‘개’라고 불리지만, 국제적으로는 음운학상 비슷한 다른 대상을 가리킬 수도 있다. 이 경우 Canis familiaris 또는 Canis lupus familiaris라는 개의 학명은 명명법에 따라 부여된 이름이며, 이 학명을 씀으로써 국제적으로 동일한 대상을 가리킬 수 있게 된다.

## 명수법
명수법(命數法)은 수(數)를 부르는 방법이다. 각각의 언어마다, 큰 수를 부를 때에는 수사를 활용함으로써 간단하면서도 조직적으로 부르는 체계를 가지고 있다. 흔히 자연수에 한정해서 생각하지만, 동아시아의 한자문화권에서는 0보다 크고 1보다 작은 수를 부르는 명수법도 존재했다.
기수법과 혼동하기도 한다. 1을 두고 영어에서는 one, 한국어에서는 하나, 일본어에서는 ひとつ 등으로 나타내는 방식이 명수법이며, 기수법은 수 자체를 표현하는 방법이다. 기수법의 관점에서 보면 명수법은 1진법에 따른 수의 표현이 된다. 다만 한자 숫자는 1만까지는 1진법과 10진법이 혼용되어 있으나, 1만부터는 만진법(萬進法)이 응용되어 있다. 또한 영어 숫자도 한자 숫자의 경우에 비추어 보면 천진법(千進法)의 응용이라고 할 수 있다.

## 같이 보기
- 작명